# Etxebarri (stacja metra)
Etxebarri – stacja metra w Bilbao, na linii 1 oraz linii 2. Obsługiwana przez Bizkaiko Garraio Partzuergoa. Znajduje się w gminie Etxebarri.